# Лютіж (Чернігівський район)
Люті́ж — село в Україні, у Городнянській міській громаді Чернігівського району Чернігівської області. Населення становить 44 осіб. До 2017 орган місцевого самоврядування — Моложавська сільська рада.

## Історія
Під час організованого радянською владою Голодомору 1932—1933 років померло щонайменше 3 жителі села.
12 червня 2020 року, відповідно до розпорядження Кабінету Міністрів України № 730-р від «Про визначення адміністративних центрів та затвердження територій територіальних громад Чернігівської області», село увійшло до складу Городнянської міської громади.
19 липня 2020 року, в результаті адміністративно-територіальної реформи та ліквідації Городнянського району, село увійшло до складу Чернігівського району.

## Населення
Згідно з переписом УРСР 1989 року чисельність наявного населення села становила 80 осіб, з яких 34 чоловіки та 46 жінок.
За переписом населення України 2001 року в селі мешкали 44 особи. 100 % населення вказало своєю рідною мовою українську мову.